# Homogenitätsindex
Der Homogenitätsindex ist ein Maß für die Qualität von Dampfverteilsystemen. Die homogene Feuchteverteilung ist ausschlaggebend dafür, dass Feuchteschichtungen in nachfolgenden Bauteilen vermieden und kurze Befeuchtungsstrecken ermöglicht werden. Die Dampfeinbringung ist dabei umso besser, je feiner der Dampf dosiert und je großflächiger er auf den vorhandenen Luftquerschnitt verteilt wird. Der Anzahl und Anordnung der Dampfverteiler sowie der Art, der Anzahl und der Flächenverteilung der Dampfdüsen kommt dabei eine entscheidende Rolle zu.

## Berechnung
Der Homogenitätsindex wird gemäß folgender Formel berechnet:
{\displaystyle H_{INX}=n_{DA}\cdot n_{DV}\cdot n_{D}\cdot {\frac {A_{\text{Luft}}}{{\dot {m}}_{\text{Dampf}}}}}
Hierbei stehen die einzelnen Formelzeichen für folgende Größen:
- {\displaystyle H_{INX}} – Homogenitätsindex [Kennzahl mit der Einheit Eins]
- {\displaystyle n_{DA}} – Dampfaustrittskonstante: {\displaystyle n_{DA}=1\mathrm {\frac {kg}{m^{2}\cdot h}} } für einseitig; {\displaystyle n_{DA}=2\mathrm {\frac {kg}{m^{2}\cdot h}} } für zweiseitig.
- {\displaystyle n_{DV}} – Anzahl der Dampfverteiler
- {\displaystyle n_{D}} – Anzahl der Düsen
- {\displaystyle A_{\text{Luft}}} – Luftquerschnitt in m²
- {\displaystyle {\dot {m}}_{\text{Dampf}}} – Befeuchtungsleistung in kg/h

## Beispiel
Befeuchtungssystem 1:
- Modell Esco DR73-A5.10-8: 5 Düsenstöcke mit je 20 Düsen, also 100 Düsen insgesamt; zweiseitiger Dampfaustritt.
- Dampfleistung: 100 kg/h
- Luftquerschnitt: 4 m²

{\displaystyle \Rightarrow H_{INX}=2\cdot 5\cdot 100\cdot {\frac {4}{100}}=40}
Befeuchtungssystem 2:
- Alternativmodell: 2 Düsenstöcke mit je 45 Düsen, also 90 Düsen insgesamt; einseitiger Dampfaustritt.
- Dampfleistung und Luftquerschnitt wie unter Befeuchtungssystem 1.

{\displaystyle \Rightarrow H_{INX}=1\cdot 2\cdot 90\cdot {\frac {4}{100}}=7{,}2}
Somit ist wegen der höheren Düsenstock- und Düsenanzahl sowie deren Anordnung die Homogenität der Dampfeinbringung des Befeuchtungssystems 1 wesentlich höher, wodurch sich eine kurze Befeuchtungsstrecke ergibt.